# Jhonatan Longhi
Jhonatan Longhi (Americana, 2 de fevereiro de 1988) é um esquiador brasileiro, residente no Piemonte, na Itália. Ele representou o Brasil nos Jogos Olímpicos de Inverno de 2010 e 2014. Nascido no interior de São Paulo, foi adotado aos três anos e passou a maior parte da vida na Itália.